# Павлівська сільська рада (Пулинський район)
Павлівська сільська рада — колишня адміністративно-територіальна одиниця та орган місцевого самоврядування у Пулинському (Червоноармійському) районі Волинської округи і Житомирської області Української РСР та України з адміністративним центром у с. Павлівка.

## Населені пункти
Сільській раді були підпорядковані населені пункти:
- с. Павлівка
- с. Шереметів

## Населення
Кількість населення ради станом на 1923 рік становила 1 281 особу, кількість дворів — 279.
Кількість населення сільської ради, станом на 1924 рік, становила 1 320 осіб.
Станом на 5 грудня 2001 року, відповідно до перепису населення України, кількість мешканців сільської ради становила 417 осіб.

## Склад ради
Рада складалась з 12 депутатів та голови.

### Керівний склад сільської ради
| ПІБ                         | Основні відомості                                                 | Дата обрання | Дата звільнення |
| --------------------------- | ----------------------------------------------------------------- | ------------ | --------------- |
| Колесник Микола Никанорович | Сільський голова, 1964 року народження, освіта, безпартійний      | 26.03.2006   | 31.10.2010      |
| Колесник Микола Никанорович | Сільський голова, 1964 року народження, освіта середня спеціальна | 31.10.2010   |                 |

Примітка: таблиця складена за даними джерела

## Історія
Створена 1923 року в складі сіл Добрий Кут, Павлівка та колоній Вольвахівка і Добрий Кут Пулинської волості Житомирського повіту Волинської губернії. 7 березня 1923 року включена до складу новоутвореного Пулинського району Житомирської (згодом — Волинська) округи. 28 вересня 1925 року сільську раду ліквідовано, колонії Вольвахівка та Добрий Кут 26 березня 1925 року підпорядковано новоствореній Вольвахівській сільській раді, с. Добрий Кут (згодом — Калиновий Гай) — Стрибізькій сільській раді, с. Павлівка — Шереметівській сільській раді Пулинського району.
Відновлена 20 вересня 1989 року, відповідно до рішення Житомирського облвиконкому № 236 «Про деякі питання адміністративно-територіального устрою», в складі сіл Грузливець, Калиновий Гай, Павлівка та Шереметів Стрибізької сільської ради Червоноармійського району Житомирської області. 23 грудня 1997 року, відповідно рішення Житомирської обласної ради «Про підпорядкування Стрибізькій сільській раді Червоноармійського району сіл Грузливець та Калиновий Гай», села Грузливець та Калиновий Гай підпорядковані Стрибізькій сільській раді Червоноармійського (згодом — Пулинський) району Житомирської області.
Виключена з облікових даних 17 липня 2020 року. Територію та населені пункти ради, відповідно до розпорядження Кабінету Міністрів України № 711-р від 12 червня 2020 року «Про визначення адміністративних центрів та затвердження територій територіальних громад Житомирської області», включено до складу Курненської сільської територіальної громади Житомирського району Житомирської області.